# Paulina Guzowska
Paulina Guzowska (* 17. Juni 2000) ist eine polnische Leichtathletin, die sich auf den Sprint spezialisiert hat.

## Sportliche Laufbahn
Erste internationale Erfahrungen sammelte Paulina Guzowska im Jahr 2019, als sie bei den U20-Europameisterschaften in Borås mit der polnischen 4-mal-100-Meter-Staffel in 44,72 s den sechsten Platz belegte. Bei den World Athletics Relays 2021 im heimischen Chorzów siegte sie mit der 4-mal-200-Meter-Staffel mit neuem Landesrekord von 1:34,98 min und der 4-mal-100-Meter-Staffel verhalf sie zum Finaleinzug. Im Juli schied sie bei den U23-Europameisterschaften in Tallinn mit 11,61 s im Halbfinale über 100 m aus und mit der Staffel belegte sie in 44,22 s den vierten Platz.
2020 wurde Guzowska polnische Meisterin in der 4-mal-100-Meter-Staffel und 2021 wurde sie Hallenmeisterin im 200-Meter-Lauf sowie 2020 in der 4-mal-200-Meter-Staffel.

## Persönliche Bestzeiten
- 100 Meter: 11,36 s (+0,8 m/s), 24. Juni 2021 in Posen
  - 60 Meter (Halle): 7,40 s, 23. Januar 2021 in Toruń
- 200 Meter: 23,41 s (+0,5 m/s), 26. Juni 2021 in Posen
  - 200 Meter (Halle): 23,76 s, 21. Februar 2021 in Toruń